# Boloria marginata
Boloria marginata är en fjärilsart som beskrevs av Schnaider 1950. Boloria marginata ingår i släktet Boloria och familjen praktfjärilar. Inga underarter finns listade i Catalogue of Life.